# Herzeele (Adelsgeschlecht)
Herzeele ist der Name zweier Adelsgeschlechter. Die altadelige Familie stammt aus Belgien, wo sie den spanischen Markgrafentitel erlangte. Die Niederländische Familie war dem Patriziat zugehörig und wurde in den Neuen Niederländischen Adel aufgenommen. Beide Familien tragen dasselbe Wappen.

## Belgischer Zweig

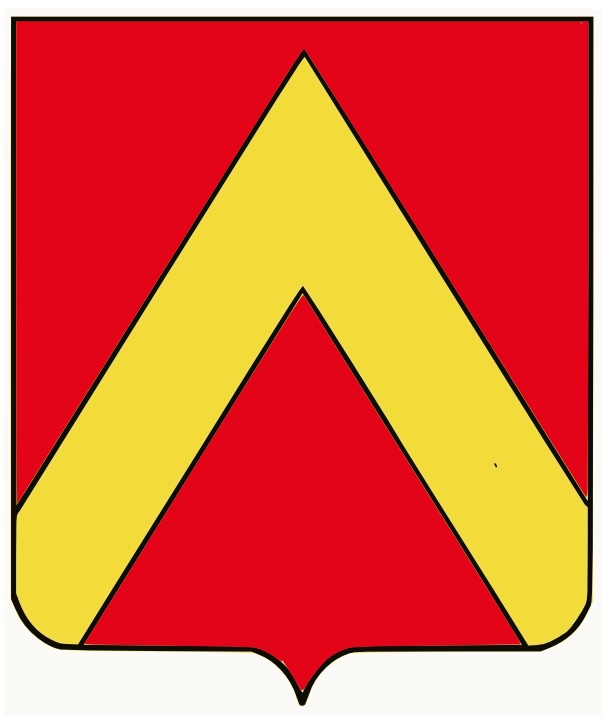
Stammwappen

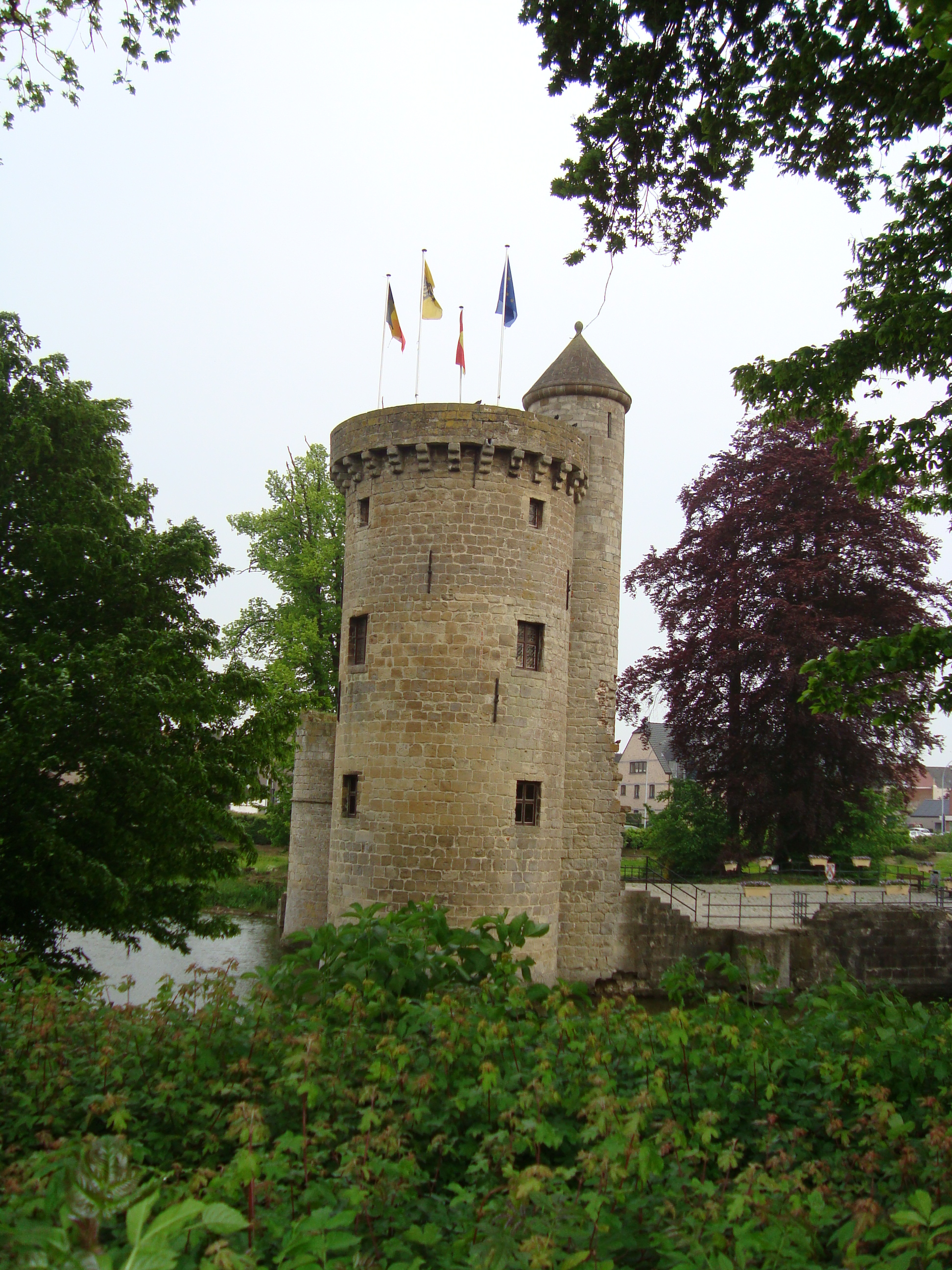
Burg Herzeele, erbaut von Franco van Herzele, 11. Jahrhundert

Das altadelige Geschlecht Herzeele stammt aus Herzele in Flandern. Deren Schreibweise variierte von Herzeele, Herzelles, Herselles zu Hersel. Ein Familienzweig wanderte im 16. oder 17. Jahrhundert in die heutigen Niederlande aus. Sie wurden auch in Antwerpen sesshaft und ihre Schreibweise war Herzelles. Ein Mitglied, Wilhelm Philipp van Herzeele, Herr auf Fauquez und Ittre, königlich-spanischer Oberstaatsrat in den Spanischen Niederlanden, erlangte die spanische Markisenwürde. Seine Herrschaften Fauquez und Ittre wurden in den Jahren 1689 und 1703 zum Marquisat erhoben. Der dritte Marquis, Ambroise-Joseph de Herzelles, wurde durch Maria Theresia zum Superintendenten und Generalmanager der Finanzen der österreichischen Niederlande bestimmt.
Personen
- Wilhelm Philipp van Herzeele, 1. Marquis von Fauquez und Ittre, königlich-spanischer Oberstaatsrat in den Spanischen Niederlanden
- Jean-Baptiste de Herzelles, 2. Marquis, Dragonerrittmeister im Dienst des Königs von Spanien
- Guillaume-Philippe d'Herzelles, 1691: Kanzler von Brabant
- Guillaume-Philippe de Herzelles (1684 Castello di Nivell–1744 Antwerpen), Bischof von Antwerpen
- Ambroise-Joseph de Herzelles (1680–1759), 3. Marquis, Militär und Politiker in spanischen und österreichischen Diensten
- Christine-Philippine de Herzelles (1728–1793), Obersthofmeisterin, Vertraute von Kaiserin Maria Theresias und Kaiser Josephs II.

## Deutsch-Niederländischer Zweig

Erhebung in den Neuen Niederländischen Adel (1818)

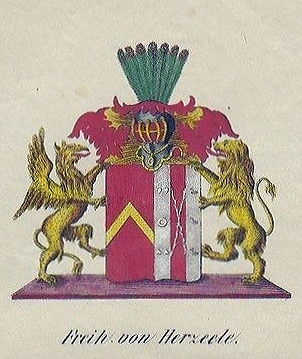
Wappen derer von Herzeele im Mecklenburgischen Wappenbuch (1838)

Die Familie stammte womöglich aus Hersel am Rhein in Deutschland und begründete eine Linie in den Niederlanden. Das erste genannte Familienmitglied war Jan van Herzeele, dessen Enkelsohn Abraham van Herzeele (1580–1633) sich als Kaufmann in Hamburg festigen konnte. Dessen Enkelsohn Jan Jacob van Herzeele (1704–1756), kam zu Beginn des 18. Jahrhunderts von Antwerpen nach Amsterdam. Er war als Kaufmann tätig; sein Sohn Jan Jacob van Herzeele (1749–1813) war als Ratsherr der Stadt dem dortigen Patriziat zugehörig. Sein Sohn Theodorus van Herzeele (1781–1866) erhielt 1818 für sich und seine Familie den neuen niederländischen Adel mit dem Prädikat Jonkheer sowie im Jahre 1829 den Baronstitel. Das Geschlecht ist im Jahr 1960 ausgestorben.
Die ursprünglich in Deutschland verbliebene Familie Herzeele wurde bis in das Jahr 1771 als Herren von Bodenheim, Laurenzberg und Vochem im Rheinland genannt. Zur Mitte des 19. Jahrhunderts kamen Abkömmlinge des niederländischen Zweiges ebenfalls nach Deutschland zurück. Ein bedeutendes Familienmitglied war der deutsche Naturwissenschaftler Albrecht Freiherr von Herzeele (* 1821). Im Jahr 1819 hatte dessen Vater Cornelis Freiherr von Herzeele das Schloss Vietgest in Mecklenburg-Vorpommern erworben.
Personen
- Albrecht von Herzeele (* 1821), deutscher Naturwissenschaftler
- Anton Johan Adriaan baron van Herzeele (1882–1960), Mäzen des Dichters Pieter Cornelis Boutens (1870–1943); letztes Familienmitglied